# Jij bent mijn leven
Jij bent mijn leven (с нидерл. — «Ты — моя жизнь») — песня композитора Теда Павдера, с которой нидерландская певица Аннеке Грёнло победила на фестивале «Nationaal Songfestival 1964» и представляла Нидерланды на конкурсе песни Евровидение-1964. На конкурсе песня набрала 2 балла, заняв 10 место. Аннеке Грёнло стала первой исполнительницей азиатского происхождения, выступившей на Евровидении — по матери она была индонезийкой.

## Текст песни
Исполнительница песни поёт о том, что её любовник лгал ей. Она говорит ему, что полностью осознает его ложь, но предпочитает игнорировать это «потому что ты — моя жизнь». Из слов песни следует знать, что это была обычная ситуация в их отношениях.

## Национальный отбор

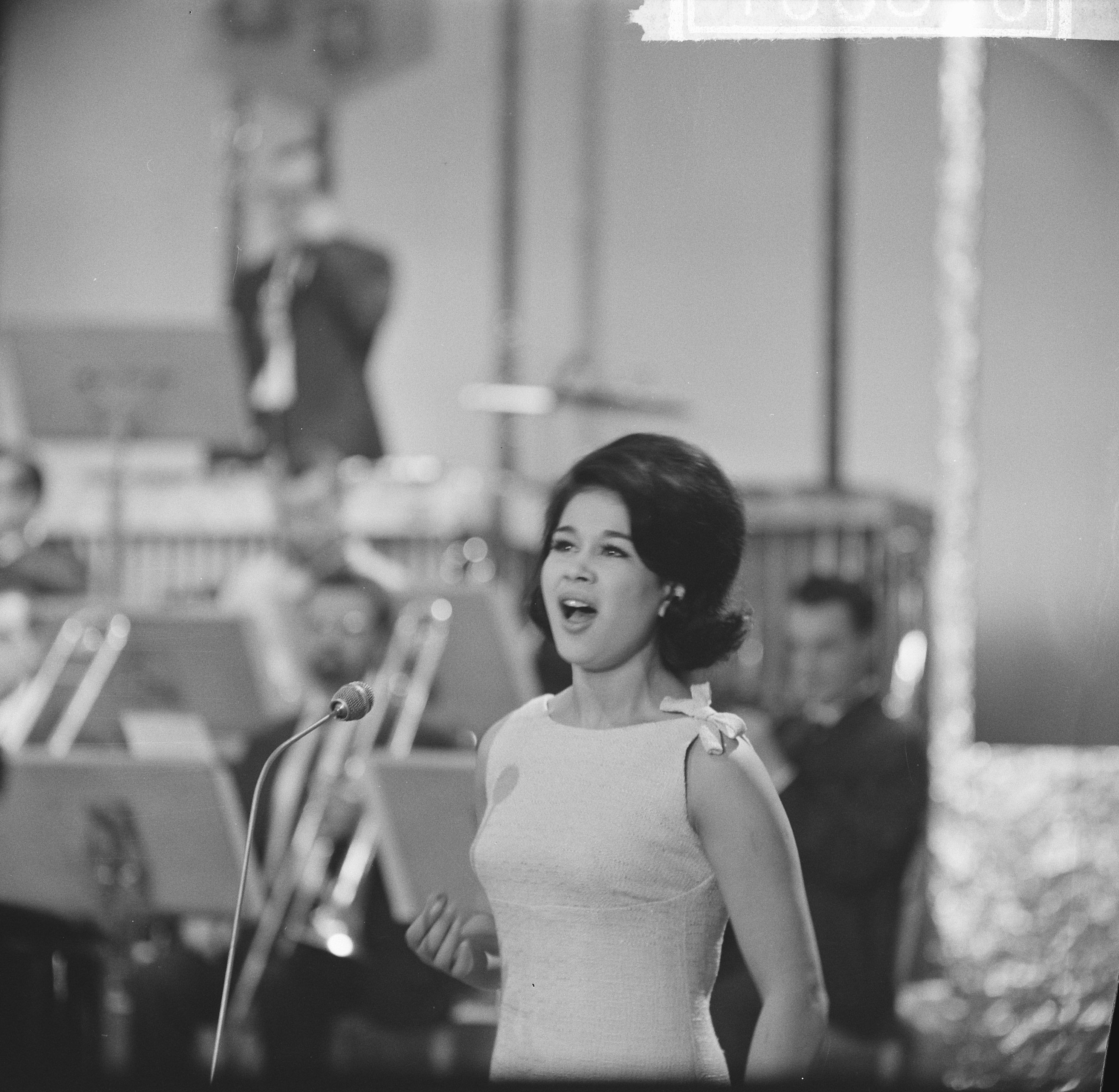
Аннеке Грёнло выступает на национальном отборе

Аннеке Грёнло участвовала на Национальном песенном фестивале 1964 года. На конкурсе участвовали всего лишь три песни, и все они были исполнены Аннеке. Песня «Jij bent mijn leven» победила на фестивале. Грёнло было предоставлено участие на конкурсе песни Евровидение-1964.

## Евровидение
Конкурс Евровидение-1964 был проведён 21 марта 1964 года в Копенгагене, столице Дании. Аннеке Грёнло выступила под номером 2 после представителя Люксембурга Юга Офрэ с песней «Dès que le printemps revient» и перед Арне Бендиксеном, который представлял Норвегию с песней «Spiral».
С песней «Jij bent mijn leven» Аннеке Грёнло заняла 10 место, набрав 2 балла из 75 возможных. Такого же результата добился представитель Бельгии Роберт Когуа с песней «Près de ma rivière».
Полная запись конкурса Евровидение-1964 сгорела во время пожара в датском телецентре в 1970-е годы. Сохранились лишь записи радиотрансляций конкурса и неполная запись выступления Джильолы Чинкветти после объявления её победительницей. Эта запись была сделана другим вещателем.

### Баллы, полученные Нидерландами
|            | Флаг Люксембурга | Флаг Норвегии | Флаг Дании | Флаг Финляндии | Флаг Австрии | Флаг Франции | Флаг Великобритании | Флаг Германии | Флаг Монако | Флаг Португалии | Флаг Италии | Флаг Югославии (1945—1991) | Флаг Швейцарии | Флаг Бельгии | Флаг Испании | Всего |
| Нидерланды | -                | -             | 1          | -              | -            | -            | 1                   | -             | -           | -               | -           | -                          | -              | -            | -            | 2     |

Система голосования была следующая: каждая страна выбирала тройку лидеров. Лучшая, по их мнению, песня получала 5 баллов, вторая — 3 балла, а третья — 1 балл. В случае, если голоса членов жюри были бы отданы только двум странам, то они получили бы 6 и 3 балла соответственно. Если голоса всех членов жюри достались бы только одной стране, то она получила бы 9 баллов. Таких ситуаций на конкурсе не произошло.
Нидерланды получили по одному баллу от Дании и Великобритании.

## Позиции в чартах
| Чарт       | Место |
| ---------- | ----- |
| Нидерланды | 30    |